# スクラッチガードコート
スクラッチガードコート(Scratch guard coat)とは、日産自動車の軟質樹脂を配合したクリヤー塗装である。
またこれは、世界で初めての、塗装表面の擦りキズを復元することのできるクリヤー塗装である。現在はスクラッチシールドへと進化している。

## 概要
現在のスクラッチシールドと同様に通常のクリヤーコートに特殊高弾性樹脂を配合し柔軟性を向上させ、樹脂の結合密度を高くすることで強靱性を高めている。
細かい擦りキズ等を1/5程度に低減することができ、また、小さな擦りキズが生じた場合でも、時間の経過とともにキズが生じる前の状態まで復元することができる。
ただし、スクラッチシールド同様、クリヤー塗装がはがれるような深い傷は復元することができない。

## 採用車種
- エクストレイル（初代）スクラッチガードコートエディション（ボディーカラースーパーブラックのみの設定）
  - 2005年12月 -